# 丙卡特罗
丙卡特罗（INN：procaterol）是一种中效β2肾上腺素受体激动药，用于治疗哮喘。它从未在美国申请美国食品药品监督管理局评估，也没有在美国上市。该药物在水分和空气存在下很容易被氧化，使其不适合通过吸入进行治疗。Parke-Davis/Warner-Lambert制药公司曾研究防止氧化的稳定剂，但从未开发出有效的稳定剂。
它于1974年获得专利，并于1980年进入医疗用途。

## 合成
与吡布特罗一样，丙卡特罗表现出与沙丁胺醇相似的支气管溶解特性，但作用时间更长。推荐用作治疗哮喘的吸入药物。

丙卡特罗合成：

8-羟基喹诺酮在喹啉系统的第五位被2-溴丁酰氯酰化，得到化合物3。该化合物与异丙胺作用，形成氨基酮，其羰基被硼氢化钠还原，便可制得丙卡特罗。